# Mithamain
Mithamain (en bengali : মিটামইন) est une upazila du Bangladesh dans le district de Kishoreganj. En 1991, on y dénombrait 108 204 habitants.